# Era tulipana
Era tulipana (osmanski turski: لاله دورى, tur. Lâle Devri) bilo je razdoblje mira u Osmanskom Carstvu. Trajalo je od sklapanja Požarevačkog mira 21. srpnja 1718. do ustanka Patrona Halila 28. rujna 1730. godine. U tom je razdoblju vladao sultan Ahmed III., a veliki vezir Ibrahim-paša Novošeherlija.
Nazvano je po cvijetu tulipana koje je u Osmanskom Carstvu bilo simbol prevelikog obilja. Zbog toga je razdoblje kad je Osmansko Carstva bilo najbogatije nazvano era tulipana. Tijekom tog razdoblja osmanski dvor, elita i visoki sloj društva bio je zaluđen tulipanima. Uzgoj tog cvijeta simboliziralo je plemeniti položaj, povlastice, i u smislu dobara i dokolice. Era tulipana ilustrirala je konflikte koje je donijela ranonovovjekovna potrošačka kultura i bila je dijeljeni materijalni simbolizam.
Prestalo je obnavljanjem ratova protiv Irana i ustankom vjerski motiviranog otpora utjecaju 
Zapada poznatom kao "Ustanak Patrona Halila". Perzijski vladar Tahmasp II. napao je osmanske posjede, uhvativši osmansku državu nespremnu. Uslijedio je i ustanak Patrona Halila koji je prouzročio sultanovo abdiciranje i dolazak novog sultana, Mahmuda I., sina sultana Mustafe II.